# Hoa hậu Kazakhstan
Hoa hậu Kazakhstan (tiếng Kazakh: Мисс Қазақстан) là một cuộc thi sắc đẹp cấp quốc gia ở Kazakhstan. Cuộc thi được thành lập vào năm 1997, những hoa hậu chiến thắng sẽ được cử đi thi đấu ở Hoa hậu Hoàn vũ, Hoa hậu Thế giới và Hoa hậu Trái Đất.
Vào tháng 9 năm 2020, ban tổ chức cuộc thi Hoa hậu Kazakhstan đã thông báo hoãn cuộc thi sang năm 2021 do ảnh hưởng từ đại dịch COVID-19.

## Danh sách hoa hậu
| Năm  | Hoa hậu                                                 | Tuổi                                                    | Khu vực                                                 | Ref                                                     |
| ---- | ------------------------------------------------------- | ------------------------------------------------------- | ------------------------------------------------------- | ------------------------------------------------------- |
| 1997 | Dzhamilia Bisembayeva                                   | 20                                                      | Almaty                                                  | [ 5 ] [ 6 ]                                             |
| 1998 | Dana Tolesh                                             | 17                                                      | Almaty                                                  | [ 6 ] [ 7 ]                                             |
| 1999 | Asel Isabayeva                                          | 19                                                      | Almaty                                                  | [ 6 ] [ 7 ]                                             |
| 2000 | Margarita Kravtsova                                     | 19/20                                                   | Rostov trên sông Đông                                   | [ 7 ] [ 8 ]                                             |
| 2001 | Gulmira Mahambetova                                     | 16                                                      | Almaty                                                  | [ 6 ] [ 7 ]                                             |
| 2002 | Olga Sidorenko                                          | 16                                                      | Almaty                                                  | [ 7 ] [ 9 ]                                             |
| 2003 | Saule Zhunusova                                         | 16                                                      | Pavlodar                                                | [ 6 ] [ 7 ]                                             |
| 2004 | Alexandra Kazakova                                      | 19                                                      | Almaty                                                  | [ 6 ] [ 7 ]                                             |
| 2005 | Dina Nuraliyeva                                         | 20                                                      | Shymkent                                                | [ 6 ] [ 7 ]                                             |
| 2006 | Gaukhar Rakhmetaliyeva                                  | 23                                                      | Almaty                                                  | [ 6 ] [ 7 ]                                             |
| 2007 | Alfina Nasyrova                                         | 19                                                      | Almaty                                                  | [ 6 ] [ 7 ]                                             |
| 2008 | Olga Nikitina                                           | 19                                                      | Karaganda                                               | [ 6 ] [ 7 ]                                             |
| 2009 | Symbat Madyarova                                        | 19                                                      | Almaty                                                  | [ 6 ] [ 7 ]                                             |
| 2010 | Zhanna Zhumaliyeva                                      | 23                                                      | Oral                                                    | [ 6 ] [ 7 ]                                             |
| 2011 | Aynur Toleuova                                          | 16                                                      | Taldykorgan                                             | [ 6 ] [ 7 ]                                             |
| 2012 | Zhazira Nurimbetova                                     | 21                                                      | Kentau                                                  | [ 6 ] [ 7 ]                                             |
| 2013 | Aiday Isaeva                                            | 24                                                      | Almaty                                                  | [ 6 ] [ 7 ]                                             |
| 2014 | Regina Vandysheva                                       | 22                                                      | Almaty                                                  | [ 6 ] [ 10 ]                                            |
| 2015 | Alia Mergenbaeva                                        | 17                                                      | Aktau                                                   | [ 11 ] [ 12 ]                                           |
| 2016 | Gulbanu Azimkhanova                                     | 18                                                      | Kyzylorda                                               | [ 13 ] [ 14 ]                                           |
| 2018 | Alfiya Yersayin                                         | 16                                                      | Atyrau                                                  | [ 15 ]                                                  |
| 2019 | Madina Batyk                                            | 19                                                      | Pavlodar                                                | [ 16 ]                                                  |
| 2020 | Bị hoãn đến năm 2021 do ảnh hưởng từ đại dịch COVID-19. | Bị hoãn đến năm 2021 do ảnh hưởng từ đại dịch COVID-19. | Bị hoãn đến năm 2021 do ảnh hưởng từ đại dịch COVID-19. | Bị hoãn đến năm 2021 do ảnh hưởng từ đại dịch COVID-19. |
| 2021 | Eleuke Dilnaz, Aidana Akhantayeva, Anna Glubokovskaya   | 23, 21, 20                                              | Aktobe, Astana, Karaganda                               | [ 17 ]                                                  |